# پل ویلیامز (پژوهشگر مطالعات بودایی)
پل ویلیامز (انگلیسی: Paul Williams؛ زادهٔ ۱۹ سپتامبر ۱۹۵۰) استاد دانشگاه بریستول در زمینه فلسفه هند و تبت اهل بریتانیا است.